# Dutch Open 2005 - Qualificazioni singolare
Le qualificazioni del singolare  del Dutch Open 2005 sono state un torneo di tennis preliminare per accedere alla fase finale della manifestazione. I vincitori dell'ultimo turno sono entrati di diritto nel tabellone principale. In caso di ritiro di uno o più giocatori aventi diritto a questi sono subentrati i lucky loser, ossia i giocatori che hanno perso nell'ultimo turno ma che avevano una classifica più alta rispetto agli altri partecipanti che avevano comunque perso nel turno finale.
Le qualificazioni del torneo Dutch Open 2005 prevedevano 32 partecipanti di cui 4 sono entrati nel tabellone principale.

## Teste di serie
1. Julien Benneteau (Qualificato)
2. Juan Antonio Marín (Qualificato)
3. Martín Vassallo Argüello (secondo turno)
4. Sergio Roitman (ultimo turno)

1. Jeroen Masson (secondo turno)
2. Melvyn Op Der Heijde (secondo turno)
3. Paul Logtens (secondo turno)
4. Nicolas Thomann (Qualificato)

## Qualificati
1. Julien Benneteau
2. Juan Antonio Marín

1. Nicolas Thomann
2. Radim Žitko

## Tabellone

### Legenda
| - Q = Qualificato - WC = Wild card - LL = Lucky loser | - ALT = Alternate - SE = Special Exempt - PR = Protected Ranking | - w/o = Walkover - r = Ritirato - d = Squalificato |

### Sezione 1
|  | Primo turno           | Primo turno           | Primo turno           | Primo turno | Primo turno |  |  | Secondo turno | Secondo turno        | Secondo turno | Secondo turno   | Secondo turno   |   |   | Ultimo turno | Ultimo turno     | Ultimo turno     | Ultimo turno | Ultimo turno |  |
|  |                       |                       |                       |             |             |  |  |               |                      |               |                 |                 |   |   |              |                  |                  |              |              |  |
|  | 1                     | Julien Benneteau      | 6                     | 3           | 6           |  |  |               |                      |               |                 |                 |   |   |              |                  |                  |              |              |  |
|  |                       | Lovro Zovko           | 3                     | 6           | 4           |  |  | 1             | Julien Benneteau     | 6             | 3               | 6               |   |   |              |                  |                  |              |              |  |
|  | Joseph Sirianni       | Joseph Sirianni       | Joseph Sirianni       | 6           | 6           |  |  |               | Joseph Sirianni      | 1             | 6               | 3               |   |   |              |                  |                  |              |              |  |
|  | Martijn Van Haasteren | Martijn Van Haasteren | Martijn Van Haasteren | 2           | 4           |  |  |               |                      |               |                 |                 |   |   | 1            | Julien Benneteau | Julien Benneteau | 6            | 6            |  |
|  | Dominik Meffert       | Dominik Meffert       | Dominik Meffert       | 6           | 6           |  |  |               |                      |               | Dominik Meffert | Dominik Meffert | 4 | 1 |              |                  |                  |              |              |  |
|  | Matwé Middelkoop      | Matwé Middelkoop      | Matwé Middelkoop      | 4           | 4           |  |  |               | Dominik Meffert      | 6             | 3               | 6               |   |   |              |                  |                  |              |              |  |
|  | 6                     | Melvyn Op Der Heijde  | 3                     | 6           | 7           |  |  | 6             | Melvyn Op Der Heijde | 0             | 6               | 3               |   |   |              |                  |                  |              |              |  |
|  |                       | Laurent Recouderc     | 6                     | 3           | 5           |  |  |               |                      |               |                 |                 |   |   |              |                  |                  |              |              |  |

### Sezione 2
|  | Primo turno      | Primo turno        | Primo turno        | Primo turno | Primo turno |  |  | Secondo turno | Secondo turno      | Secondo turno      | Secondo turno | Secondo turno |   |   | Ultimo turno | Ultimo turno       | Ultimo turno | Ultimo turno | Ultimo turno |  |
|  |                  |                    |                    |             |             |  |  |               |                    |                    |               |               |   |   |              |                    |              |              |              |  |
|  | 2                | Juan Antonio Marín | Juan Antonio Marín | 6           | 6           |  |  |               |                    |                    |               |               |   |   |              |                    |              |              |              |  |
|  |                  | Igor Sijsling      | Igor Sijsling      | 4           | 0           |  |  | 2             | Juan Antonio Marín | Juan Antonio Marín | 6             | 6             |   |   |              |                    |              |              |              |  |
|  | Philipp Hammer   | Philipp Hammer     | 7                  | 4           | 6           |  |  |               | Philipp Hammer     | Philipp Hammer     | 3             | 2             |   |   |              |                    |              |              |              |  |
|  | Denis Gremelmayr | Denis Gremelmayr   | 6                  | 6           | 2           |  |  |               |                    |                    |               |               |   |   | 2            | Juan Antonio Marín | 4            | 6            | 6            |  |
|  | Michel Koning    | Michel Koning      | 6                  | 3           | 6           |  |  |               |                    |                    | Michel Koning | 6             | 4 | 4 |              |                    |              |              |              |  |
|  | Bart Beks        | Bart Beks          | 4                  | 6           | 0           |  |  |               | Michel Koning      | Michel Koning      | 6             | 6             |   |   |              |                    |              |              |              |  |
|  | 7                | Paul Logtens       | 64                 | 6           | 6           |  |  | 7             | Paul Logtens       | Paul Logtens       | 2             | 4             |   |   |              |                    |              |              |              |  |
|  |                  | Ivo Klec           | 7                  | 4           | 2           |  |  |               |                    |                    |               |               |   |   |              |                    |              |              |              |  |

### Sezione 3
|  | Primo turno         | Primo turno              | Primo turno              | Primo turno | Primo turno |  |  | Secondo turno | Secondo turno            | Secondo turno            | Secondo turno   | Secondo turno |   |   | Ultimo turno | Ultimo turno        | Ultimo turno | Ultimo turno | Ultimo turno |  |
|  |                     |                          |                          |             |             |  |  |               |                          |                          |                 |               |   |   |              |                     |              |              |              |  |
|  | 3                   | Martín Vassallo Argüello | Martín Vassallo Argüello | 6           | 7           |  |  |               |                          |                          |                 |               |   |   |              |                     |              |              |              |  |
|  |                     | Didac Perez-Minarro      | Didac Perez-Minarro      | 4           | 5           |  |  | 3             | Martín Vassallo Argüello | Martín Vassallo Argüello | 3               | 2             |   |   |              |                     |              |              |              |  |
|  | Andreas Vinciguerra | Andreas Vinciguerra      | Andreas Vinciguerra      | 6           | 7           |  |  |               | Andreas Vinciguerra      | Andreas Vinciguerra      | 6               | 6             |   |   |              |                     |              |              |              |  |
|  | Nick Van Der Meer   | Nick Van Der Meer        | Nick Van Der Meer        | 2           | 5           |  |  |               |                          |                          |                 |               |   |   |              | Andreas Vinciguerra | 7            | 2            | 64           |  |
|  | Željko Krajan       | Željko Krajan            | Željko Krajan            | 7           | 7           |  |  |               |                          | 8                        | Nicolas Thomann | 5             | 6 | 7 |              |                     |              |              |              |  |
|  | Robin Haase         | Robin Haase              | Robin Haase              | 5           | 5           |  |  |               | Željko Krajan            | Željko Krajan            | 4               | 4             |   |   |              |                     |              |              |              |  |
|  | 8                   | Nicolas Thomann          | Nicolas Thomann          | 6           | 6           |  |  | 8             | Nicolas Thomann          | Nicolas Thomann          | 6               | 6             |   |   |              |                     |              |              |              |  |
|  |                     | Jasper Smit              | Jasper Smit              | 2           | 2           |  |  |               |                          |                          |                 |               |   |   |              |                     |              |              |              |  |

### Sezione 4
|  | Primo turno          | Primo turno          | Primo turno        | Primo turno | Primo turno |  |  | Secondo turno | Secondo turno     | Secondo turno     | Secondo turno | Secondo turno |   |   | Ultimo turno | Ultimo turno   | Ultimo turno | Ultimo turno | Ultimo turno |  |
|  |                      |                      |                    |             |             |  |  |               |                   |                   |               |               |   |   |              |                |              |              |              |  |
|  | 4                    | Sergio Roitman       | Sergio Roitman     | 6           | 6           |  |  |               |                   |                   |               |               |   |   |              |                |              |              |              |  |
|  |                      | Antal Van Der Duim   | Antal Van Der Duim | 1           | 2           |  |  | 4             | Sergio Roitman    | Sergio Roitman    | 6             | 6             |   |   |              |                |              |              |              |  |
|  | Jesse Huta Galung    | Jesse Huta Galung    | Jesse Huta Galung  | 6           | 7           |  |  |               | Jesse Huta Galung | Jesse Huta Galung | 1             | 4             |   |   |              |                |              |              |              |  |
|  | Maximilian Abel      | Maximilian Abel      | Maximilian Abel    | 3           | 63          |  |  |               |                   |                   |               |               |   |   | 4            | Sergio Roitman | 6            | 63           | 5            |  |
|  | Radim Žitko          | Radim Žitko          | 1                  | 6           | 7           |  |  |               |                   |                   | Radim Žitko   | 2             | 7 | 7 |              |                |              |              |              |  |
|  | Jean-Claude Scherrer | Jean-Claude Scherrer | 6                  | 3           | 64          |  |  |               | Radim Žitko       | Radim Žitko       | 6             | 6             |   |   |              |                |              |              |              |  |
|  | 5                    | Jeroen Masson        | Jeroen Masson      | 6           | 6           |  |  | 5             | Jeroen Masson     | Jeroen Masson     | 4             | 4             |   |   |              |                |              |              |              |  |
|  |                      | Philipp Marx         | Philipp Marx       | 3           | 4           |  |  |               |                   |                   |               |               |   |   |              |                |              |              |              |  |